# تیمبون
تیمبون (به انگلیسی: Timboon) یک شهرک در استرالیا است که در ویکتوریا (استرالیا) واقع شده‌است.